# Orsa Spelmän
Orsa Spelmän ist ein 1987 im schwedischen Orsa gegründetes Folk-Sextett, bestehend aus Nicke Göthe, Larsåke Leksell, Leif Göras und den drei Brüdern Perra, Olle und Kalle Moraeus. Eines der Gründungsmitglieder war Benny Andersson, der zuvor ABBA-Mitglied war.
Kalle Moraeus erhielt 2006 das von Povel Ramel gestiftete Karamelodiktstipendium.

## Diskografie
Alben
- 1988: Orsa spelmän
- 1990: Fiolen min
- 1998: Ödra
- 2006: Orsa nästa!

Mitwirkung
Benny Andersson
- 1987: Klinga mina klockor
- 1989: November 1989

Benny Anderssons Orkester
- 2001: Benny Anderssons Orkester
- 2004: BAO!
- 2006: BAO på turné
- 2007: BAO 3

Benny Andersson Band
- 2009: Story of a heart